# مکسول بکتون
مکسول بکتون (انگلیسی: Maxwell Becton; ۱ ژانویهٔ ۱۸۶۸ – ۲ ژانویهٔ ۱۹۵۱) کارآفرین اهل ایالات متحده آمریکا بود، که در سال ۱۸۹۷ شرکت بی‌دی را تأسیس کرد.